# Torquigener hypselogeneion
Torquigener hypselogeneion es una especie de peces de la familia Tetraodontidae en el orden de los Tetraodontiformes.

## Morfología
Los machos pueden llegar alcanzar los 10 cm de longitud total.

## Hábitat
Es un pez de mar de clima tropical y demersal que vive entre 18-22 m de profundidad.

## Distribución geográfica
Se encuentra desde Knysna (Sudáfrica) hasta Samoa y Japón.

## Observaciones
Es inofensivo para los humanos.